# سسیلی ردیش کوام
سسیلی ردیش کوام (انگلیسی: Cecilie Redisch Kvamme؛ زادهٔ ۱۱ سپتامبر ۱۹۹۵) بازیکن فوتبال اهل نروژ است.
وی همچنین در تیم‌های ملی فوتبال زنان نروژ بازی کرده‌است.